# Паутина Шарлотты (мультфильм)
«Паутина Шарлотты» (англ. Charlotte’s Web) — мультфильм студии Ханна-Барбера. Премьера состоялась в США 1 марта 1973 года. Фильм является экранизацией одноимённого романа Элвина Уайта.
Основные исполнители ролей Дебби Рейнольдс, Пол Линде, Генри Гибсон, Агнес Мурхед, Марта Скотт, и Дэйв Мэдден.
18 марта 2003 года. студия Paramount выпустила сиквел — «Паутина Шарлотты 2: Великое приключение Уилбура», a также имеется полнометражный фильм, снятый в 2006 году.

## Сюжет
В хозяйстве фермера Джона родились поросята. Однако один из них — недоросток, в связи с чем Джон хочет «покончить с ним». Услышав об этом, дочь фермера Ферн берёт поросёнка под защиту, даёт ему имя «Уилбур» и берётся вырастить его. Тем не менее, через шесть месяцев поросёнка всё же продают, и он узнаёт о своей будущей судьбе — попасть на стол в качестве пищи. Оплакивая свою судьбу, он слышит сверху голос паучихи Шарлотты, призывающей его не падать духом.

## Роли озвучивали
- Генри Гибсон — Уилбур
- Дебби Рейнольдс — Шарлотта А. Каватика
- Пол Линде — Темплетон
- Агнес Мурхед — Гусь
- Памелин Фердин — Фёрн
- Боб Холт — Гомер Цукерман
- Джоан Гербер — миссис Цукерман / миссис Фусси
- Стивенсона, Джона — Джон Пахотная
- Дон Мессик — четыре персонажа
- Аллен Рекс — повествователь
- Марта Скотт — миссис Паблик
- Хёрб Вигран — Лурни
- Дэйв Мэдден — Рам